# Cementerio nacional de los Mártires de Albania
El Cementerio nacional de los Mártires de Albania (en albanés: Varrezat e Dëshmorëve të Kombit) es el cementerio más grande de Albania, que se encuentra en una colina con vistas a la ciudad de Tirana, la capital del país. Albania se vio implicada en la guerra tras su ocupación por parte de Italia.  
Hay 28.000 tumbas de los partisanos albaneses en el cementerio, todos ellos perecieron durante la Segunda Guerra Mundial.  
En el cementerio se encuentra dos célebre monumentos: El monumento a la madre Albania, y el monumento  Margarita Tutulani. El cementerio fue también el lugar de descanso del expresidente Enver Hoxha, que posteriormente fue desenterrado y puesto en una tumba más humilde en otro cementerio público.  